# Spoorlijn Weilheim - Schongau
De spoorlijn Weilheim - Schongau ook wel Pfaffenwinkelbahn genoemd is een Duitse spoorlijn als lijn 5450 Weilheim - Peißenberg en 5444 Peißenberg - Schongau onder beheer van DB Netze.

## Geschiedenis
De bouw van het traject tussen Starnberg en Tutzing werd door de München-Peißenberger Bahn, een consortium op 1 juli 1865 geopend. Het traject tussen Tutzing over Weilheim in Oberbayern naar Peißenberg werd op 1 februari 1866 geopend.

## Treindiensten

### Deutsche Bahn
De Deutsche Bahn verzorgt het personenvervoer op dit traject met RB-treinen.

## Aansluitingen
In de volgende plaatsen was of is er een aansluiting van de volgende spoorwegmaatschappijen:

### Weilheim in Oberbayern
- München - Garmisch-Partenkirchen spoorlijn tussen München en Garmisch-Partenkirchen
- Ammerseebahn spoorlijn tussen Mering bij Augsburg en Weilheim

### Schongau
- Fuchstalbahn spoorlijn tussen Landsberg am Lech en Schongau
- Kaufbeuren - Schongau spoorlijn tussen Kaufbeuren en Schongau